# Мамас енд Папас
„Мамас енд Папас“ (на английски: The Mamas & The Papas, изговаря се най-близко до „Дъ Мамас анд дъ Папас“) е американска фолк рок и поп група.
Съществува от 1965 до 1968 г. с кратко възстановяване през 1971-1972 г. Сред най-успешните им песни са „California Dreamin'“ (1965) и „Monday, Monday“ (1966).

## Дискография
| Година | Албум                                 |
| ------ | ------------------------------------- |
| 1966   | If You Can Believe Your Eyes and Ears |
| 1966   | The Mamas & the Papas                 |
| 1967   | Deliver                               |
| 1968   | Papas & The Mamas                     |
| 1971   | People Like Us                        |